# Sernhac
Sernhac là một xã trong vùng Occitanie. Xã Sernhac nằm ở khu vực có độ cao trung bình 50 mét trên mực nước biển.